# レンツ・エレクトロニック
レンツ・エレクトロニック（Lenz Elektronik GmbH ）はドイツの企業。鉄道模型制御器「デジタルコマンドコントロール（DCC）」を製造している。
DCCの開発者であるベルント・レンツ（Bernd Lenz ）が起業した企業で、その規格策定にも大きく関わっている。
彼は以前、メルクリンで交流システムの仕事をしていた。DCCシステムは1988年に発売され、多くの人々の協力で改良されてきた。現在のDCCは複数の動力車の個別制御だけでなく、車載の照明、汽笛、他の付属品に加え、分岐器や転車台なども制御可能である。
最も重要な業績はDCCのパケットフォーマットとシステムの公開規格を策定し、DCCの主要な要素がアメリカのNMRAで規格化されたことである。
その結果、最新の模型機関車（動力車）ではDCCが搭載済、あるいはDCCデコーダ用ソケットがあらかじめ取り付けられている、搭載準備車が選択出来る。
DCCが現在の地位に就くまでは標準化をめぐるいくつかの小規模な競争があり、それを勝ち抜いたのは、「アドレス0」で従来のアナログ車両（直流12Ｖ）をコントロールできる機能が愛好家に受け入れられたことが一因としてある。このあたりの利用者の嗜好を見誤り消えていったデコーダーも少なくない。他のシステムが直流を使用していたのに対してDCCは高周波の交流を採用したため、複数の動力車が同時に走行するような電圧変動が起こりやすい状況下でも誤作動が少なくなった。
他の技術革新は"back emf デコーダ"の導入である。これは、ばらつきのある動力車の特性を均一にするものであーる。
日本での輸入・販売代理店は熊田貿易。日本国内ではDCC製品の主力はDigitrax製品であり（代理店の事業規模の関係）互換性が保証されているものの、世界シェアと国内シェアが対応していない面がある。

## 関連記事
レンツ製品に対応するオープンソースの鉄道模型管理ソフト:
- ロコレイル